# Леайна
Леайна (на старогръцки: Λέαινα) е полулегендарна древногръцка хетера.
Тя е любовница на Аристогейтон, който, заедно с Хармодий, прави опит за свалянето на атинските тирани Хипий и Хипарх. Сред заловените участници в заговора е и Леена, която е измъчвана и, според легендата, отхапва езика си, за да не издаде своите съратници. По-късно атиняните, които не искат открито да отдават почести на хетера, поставят на Акропола в нейна чест бронзова статуя на лъвица без език (Λέαινα означава „лъвица“).